# Kamianka (powiat ostrołęcki)
Kamianka – wieś sołecka w Polsce położona w województwie mazowieckim, w powiecie ostrołęckim, w gminie Rzekuń.
Wierni Kościoła rzymskokatolickiego należą do parafii Parafia Matki Bożej Częstochowskiej w Borawem. W Kamiance znajduje się kościół filialny pw. św. Anny zbudowany w 1980.

## Historia
W latach 1921–1939 wieś leżała w województwie białostockim, w powiecie łomżyńskim, w gminie Rzekuń.
Według Powszechnego Spisu Ludności z 1921 roku wieś zamieszkiwało 357 osób, 355było wyznania rzymskokatolickiego, 2 prawosławnego. Jednocześnie 355 mieszkańców zadeklarowało polską przynależność narodową, a 2 rosyjską. Było tu 57 budynków mieszkalnych. Miejscowość należała do parafii rzymskokatolickiej w m. Rzekuń. Podlegała pod Sąd Grodzki w Ostrołęce i Okręgowy w Łomży; właściwy urząd pocztowy mieścił się w Rzekuniu.
W wyniku napaści ZSRR na Polskę we wrześniu 1939 miejscowość znalazła się pod okupacją sowiecką. Od czerwca 1941 roku pod okupacją niemiecką. Od 22 lipca 1941 do 1945 włączona w skład Landkreis Scharfenwiese Regierungsbezirk Zichenau (rejencji ciechanowskiej) III Rzeszy. 
W latach 1975–1998 miejscowość administracyjnie należała do województwa ostrołęckiego. 
W 2011 r. wieś zamieszkiwały 242 osoby.